# 2023 en politique
 (janvier 2024).
Cette liste répertorie les événements relatifs aux affaires mondiales en 2023, à la politique nationale, à la politique publique, au gouvernement, à l'économie mondiale et aux affaires internationales, qui ont eu lieu dans divers pays, régions, organisations à travers le monde en 2023.

## Évènements

### Janvier
- 1er janvier
  - Toutes les œuvres publiées en 1927, à l'exception de quelques enregistrements sonores, entrent dans le domaine public aux États-Unis[1],[2].
  - Lula da Silva prête serment en tant que président du Brésil[3].
- 3 janvier
  - Élection du président de la Chambre des représentants des États-Unis en 2023 : Pour la première fois en 100 ans, il faut plus d'un tour à la Chambre pour élire un président.
- 5 janvier
  - Décès et funérailles du pape Benoît XVI : Les funérailles du pape émérite Benoît XVI, mort le 31 décembre 2022, ont lieu et sont présidées par le pape François. Son corps est ensuite enterré dans la crypte sous la basilique Saint-Pierre.
- 7 janvier
  - Élection du président de la Chambre des représentants des États-Unis de 2023 : Aux premières heures du 7 janvier, après 15 tours d'élection, le républicain Kevin McCarthy est élu président, lorsque six républicains opposés à McCarthy votent présents, abaissant le seuil nécessaire pour être élu.
- 8 janvier
  - Attaque du Congrès brésilien de 2023 : des manifestants pro-Bolsonaro prennent d'assaut le Congrès brésilien, la Cour suprême et le palais présidentiel[4].
- 17 janvier
  - Le vice-président gambien, Badara Joof, meurt en Inde[5].
- 18 janvier
  - Crash d'un hélicoptère à Brovary : Un hélicoptère s'écrase dans un jardin d'enfants à Brovary, près de Kiev, tuant 14 personnes. Parmi les morts figurent le ministre ukrainien de l'Intérieur, Denys Monastyrsky, son adjoint Yevhen Iénine et un autre responsable du ministère de l'Intérieur, Youriy Loubkovytch.
  - Le président vietnamien Nguyễn Xuân Phúc démissionne à la suite de scandales de corruption au sein de son gouvernement. Le vice-président Võ Thị Ánh Xuân devient président par intérim, jusqu'à l'élection d'un nouveau président par l'Assemblée nationale.
- 19 janvier
  - Grèves contre la réforme des retraites en France : Des manifestations et des grèves de masse éclatent en France après que le gouvernement a décidé de relever l'âge de la retraite de 62 à 64 ans.
- 20 janvier
  - Le ministre gabonais des affaires étrangères, Michaël Moussa Adamo, meurt après avoir été victime d'une crise cardiaque lors d'un conseil des ministres[6].
- 24 janvier
  - Le ministre israélien de l'Intérieur et de la Santé, Aryé Deri, est démis de ses fonctions après que la Cour suprême a invalidé sa nomination.
- 25 janvier
  - La Première ministre néo-zélandaise, Jacinda Ardern, quitte ses fonctions après avoir annoncé sa démission le 19 janvier. Elle est remplacée par Chris Hipkins, qui a été élu sans opposition à la tête du parti travailliste le 22 janvier.
- 26 janvier
  - Raid israélien de Jénine : Un raid de Tsahal sur un camp de réfugiés à Jénine fait 7 morts parmi les militants palestiniens et 3 civils.
- 27 janvier
  - Meurtre de Tyre Nichols : Une vidéo montrant le meurtre d'un homme noir non armé, Tyre Nichols, par cinq policiers noirs est publiée par le département de police de Memphis.
- 29 janvier
  - Premiership de Rishi Sunak : Nadhim Zahawi, président du parti conservateur, est licencié après avoir été condamné à une amende par le HMRC pour ses affaires fiscales.

### Novembre
- 19 novembre
  - Javier Milei est élu président de la Nation argentine. Il entre en fonction le 10 décembre.

## Décès
- 5 février : Pervez Musharraf
- 25 avril : François Léotard
- 9 mai : Georges Kiejman
- 12 juin : Silvio Berlusconi
- 22 septembre : Giorgio Napolitano
- 27 octobre : Li Keqiang
- 25 novembre : Gérard Collomb
- 26 décembre : Patrick Buisson
- 27 décembre : Jacques Delors